# Enrique Marzo Balaguer
Enrique Marzo Balaguer  (Madrid, 23 de noviembre de 1875-Madrid, 18 de abril de 1947) fue un militar y político español, ministro de Gobernación durante la Dictablanda del general Dámaso Berenguer. 

## Biografía
Militar, asciende a General de Brigada en 1918 y a Teniente General en 1926. Desempeñaba el puesto de Capitán General de Baleares cuando fue nombrado ministro de la Gobernación el 30 de enero de 1930. Desempeñó el cargo en el gabinete del general Dámaso Berenguer hasta el 25 de noviembre del mismo año, cuando fue reemplazado por Leopoldo Matos y Massieu.
Falleció el 18 de abril de 1947.